# Chmeľnica
Chmeľnica (Hongaars: Komlóskert, Duits:  Hopgarten) is een Slowaakse gemeente in de regio Prešov, en maakt deel uit van het district Stará Ľubovňa.
Chmeľnica telt 953 inwoners.